# Вилар-Майор
Вилар-Майор (порт. Vilar Maior)  —  населённый пункт и район в Португалии,  входит в округ Гуарда. Является составной частью муниципалитета  Сабугал. По старому административному делению входил в провинцию Бейра-Алта. Входит в экономико-статистический  субрегион Бейра-Интериор-Норте, который входит в Центральный регион. Население составляет 168 человек на 2001 год. Занимает площадь 24,82 км².
Покровителем района считается Апостол Пётр (порт. São Pedro). 

## История
Район основан в 1296 году